# Глинський III
Глинський III (Gliński II Kniaź) — шляхетський князівський герб, варіант герба Глинських I. Власний герб родини Глинських.

## Опис герба

### Історичний опис
Юліуш Островський блазонує основну версію цього герба так:

### Сучасний опис
Опис, створений сьогодні, базується на Універсальній енциклопедії:
На щиті з червоним полем слов'янська літера Т (ᙏ) з товстими срібними паличками; середній внизу перехрещений, а зверху розірваний надвоє.
Все оточене геральдичною мантією, підбитою горностаєм.
Плащ увінчаний князівською шапкою.

## Історія

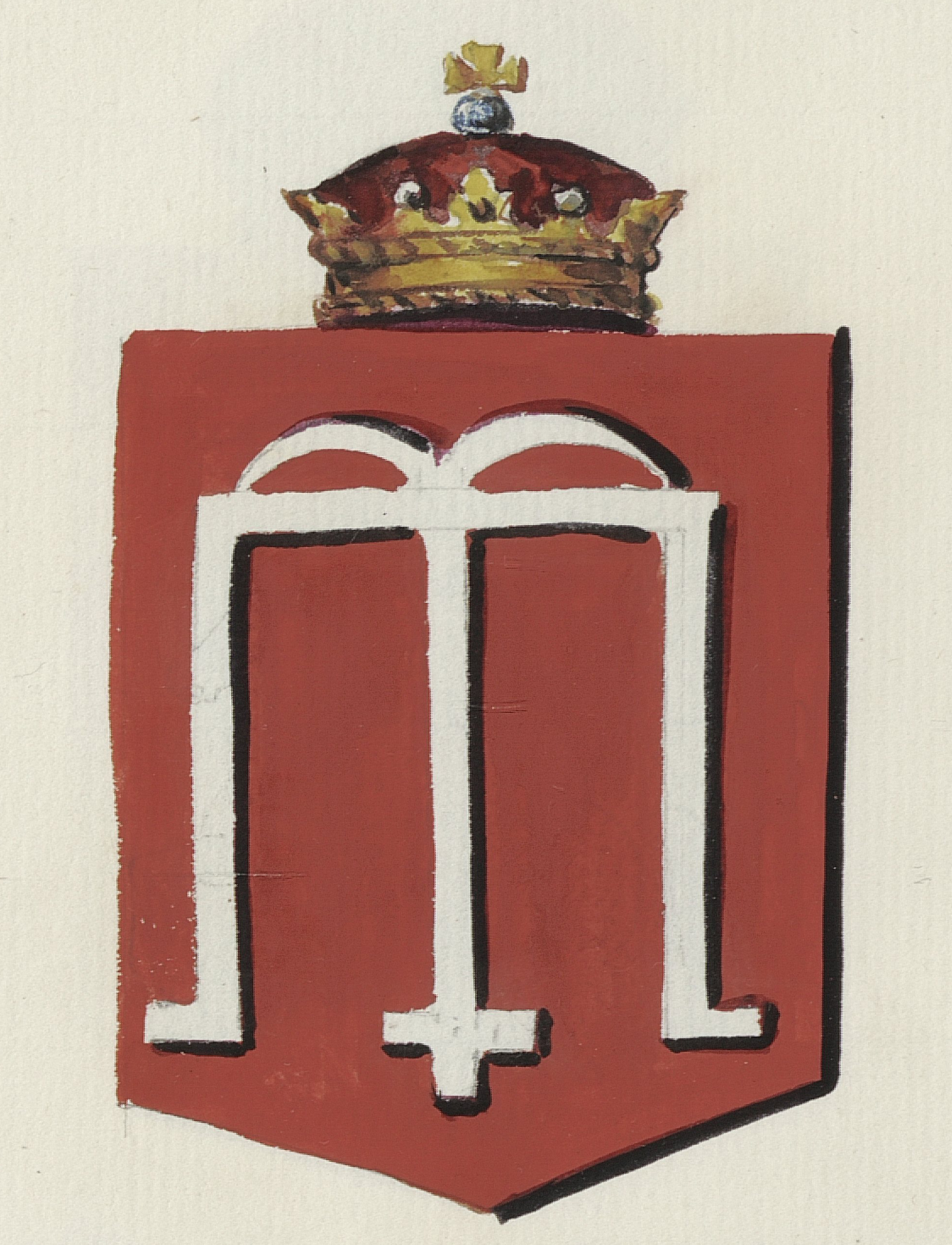
Зображення герба Глинських ІІІ із Гербів Республіки Польща та Великого князівства Литовського авторства Болеслава Старжинського (1875—1900).

Герб належить до роду Глинських, який нібито походить від Лекси (Лексада), онука хана Мамая, який походив з орди під час правління Вітовта в Литві. Рід Глинських у Литві припинив використовувати княжий титул у XVI/XVII столітті.
Герб походить від оригінальної версії під назвою Глинський, яка була створена із зображень печаток, які використовувала родина Глинських. Слов'янська літера Т (м), який є головною емблемою цього герба, є початковою частиною слова Таїна (таємна) і разом зі звуками М (метка) і П (печать) служить з давніх часів як печать правлячих чи могутніх руських родів. Назва Глинськ, дана цьому гербу, є довільною, подібно до назв гербів Брама (Огінець) або Могила (Мосальські III).

## Використання
Інформація про герби в статті підготовлена на основі достовірних джерел, особливо класичних і сучасних гербів. Проте слід звернути увагу на часте явище присвоєння шляхетським родинам невідповідних гербів, яке особливо посилилося під час легітимації дворянства проти герольдів-поділів, що потім було зафіксовано в наступних гербовниках. Ідентичність прізвища не обов'язково означає приналежність до даного герба. Тільки генеалогічне дослідження може остаточно встановити таку приналежність.
Повні списки гербів сьогодні неможливі також через знищення та зникнення багатьох справ і документів під час Другої світової війни (зокрема, під час Варшавського повстання 1944 року, понад 90 % ресурсів Головного архіву у Варшаві, де найбільше старопольських документів). Назва в статті походить від Польського гербовника, Тадеуша Гайля. Поява даного прізвища в статті не обов'язково означає, що певний рід мав герб Глинські III. Часто однакові прізвища мають багато родин, які представляють усі стани колишньої Речі Посполитої, тобто селяни, міщани, шляхта. Герб Глинських III є власним гербом, тому лише одна родина має право користуватися ним: княжа родина Глинських.